# A Sportsman's Wife
A Sportsman's Wife é um filme mudo britânico de 1921, do gênero esporte, dirigido por Walter West — estrelado por Violet Hopson, Gregory Scott e Clive Brook.

## Elenco
- Violet Hopson ... Jessica Dunders
- Gregory Scott ... Harry Kerr
- Clive Brook ... Dick Anderson
- Mercy Hatton ... Kitty Vickers
- Arthur Walcott ... agente
- Adeline Hayden Coffin ... Sra. Dundas